# Кубок Казахстану з футболу 1997—1998
Кубок Казахстану з футболу 1997—1998 — 6-й розіграш кубкового футбольного турніру в Казахстані. Переможцем вперше став Іртиш.

## Календар
| Раунд        | Дата                       | Матчі | Клуби  |
| ------------ | -------------------------- | ----- | ------ |
| Перший раунд | 15/21 червня 1997          | 12    | 14 → 8 |
| 1/4 фіналу   | 15 червня - 12 жовтня 1997 | 8     | 8 → 4  |
| 1/2 фіналу   | 10/23 травня 1998          | 4     | 4 → 2  |
| Фінал        | 10 червня 1998             | 1     | 2 → 1  |

## Перший раунд
| Команда 1         | Заг.    | Команда 2 | 1-й матч | 2-й матч |
| ----------------- | ------- | --------- | -------- | -------- |
| 15/21 червня 1997 |         |           |          |          |
| Восток            | 0:2     | Батир     | 0:1      | 0:1      |
| Автомобіліст      | 2:1     | Булат     | 0:1      | 2:0 дч   |
| Астана            | 4:4 (ч) | Єлимай    | 3:0      | 1:4      |
| Кайрат            | 6:1     | Жигер     | 5:0      | 1:1      |
| Улитау            | 0:5     | Шахтар    | 0:2      | 0:3      |
| Кайсар-Харрікейн  | 2:0     | Актобе    | 1:0      | 1:0      |

## 1/4 фіналу
| Команда 1         | Заг. | Команда 2        | 1-й матч | 2-й матч |
| ----------------- | ---- | ---------------- | -------- | -------- |
| 15/20 червня 1997 |      |                  |          |          |
| Тараз             | 2:3  | Іртиш            | 2:2      | 0:1      |
| 15/25 серпня 1997 |      |                  |          |          |
| Шахтар            | 1:7  | Астана           | 1:6      | 0:1      |
| Батир             | 1:4  | Кайсар-Харрікейн | 0:1      | 1:3      |
| 8/12 жовтня 1997  |      |                  |          |          |
| Автомобіліст      | 2:3  | Кайрат           | 1:1      | 1:2      |

## 1/2 фіналу
| Команда 1         | Заг. | Команда 2 | 1-й матч | 2-й матч |
| ----------------- | ---- | --------- | -------- | -------- |
| 10/23 травня 1998 |      |           |          |          |
| Кайрат            | 0:2  | Іртиш     | 0:1      | 0:1      |
| Кайсар-Харрікейн  | 2:1  | Астана    | 1:1      | 1:0      |

## Фінал
| 10 червня 1998 |

| Іртиш            | 2:1 дч   | Кайсар-Харрікейн |
| ---------------- | -------- | ---------------- |
| Антонов 50', 92' | Протокол | Єсмуратов 60'    |

| Центральний стадіон, Алмати Глядачів: 3 000 Арбітр: Євген Шкарін |